# Candelariella lutella
Candelariella lutella är en lavart som först beskrevs av Vain., och fick sitt nu gällande namn av Räsänen. Candelariella lutella ingår i släktet Candelariella och familjen Candelariaceae.  Arten är reproducerande i Sverige. Inga underarter finns listade i Catalogue of Life.